# Касадо, Педро
Педро Касадо Бучо (20 ноября 1937 — 10 января 2021) — испанский футболист, играл на позиции защитника.

## Карьера
Касадо провёл десять лет с мадридским «Реалом» и сыграл 123 матча во всех турнирах, но регулярно выступал за команду только в семи сезонах Ла Лиги. В своём первом сезоне в клубе он сыграл только три матча, дебютировав в игре с «Осасуной» (поражение 2:0). В составе столичного клуба он забил лишь один гол — в ворота «Стандард Льеж» в 1962 году, «Реал» разгромил соперника со счётом 4:0. За время своего пребывания в клубе он выиграл 11 трофеев, в том числе шесть национальных чемпионатов (пять подряд) и два Кубка европейских чемпионов (1956/57 и 1965/66), хотя оба раза он в финалах не играл. Он выступил только в финале сезона 1961/62, когда «Реал» проиграл «Бенфике» со счётом 5:3.
2 апреля 1961 года Касадо сыграл один товарищеский матч за сборную Испании, его команда одержала победу над Францией со счётом 2:0.
Касадо отыграл ещё три сезона в высшем дивизионе за «Сабадель», причём в последний сезон не сыграл ни одного матча. После этого он перешёл в любительский клуб «Толука Сантандер», ушёл из спорта в 1971 году в возрасте 33 лет.